# 17228 Adrianeliz
A 17228 Adrianeliz (ideiglenes jelöléssel (17228) 2000 CJ94) a Naprendszer kisbolygóövében található aszteroida. A LINEAR projekt keretében fedezték fel 2000. február 8-án.